# Abbaye Notre-Dame-d'Andecy
Pour les articles homonymes, voir Abbaye Notre-Dame.
L'abbaye Notre-Dame d'Andecy est une ancienne abbaye bénédictine, située dans la commune de Baye, dans la Marne.

## Historique
L'abbaye est fondée non loin d'Andecy, lieu-dit près Baye, un vallon dans la forêt.

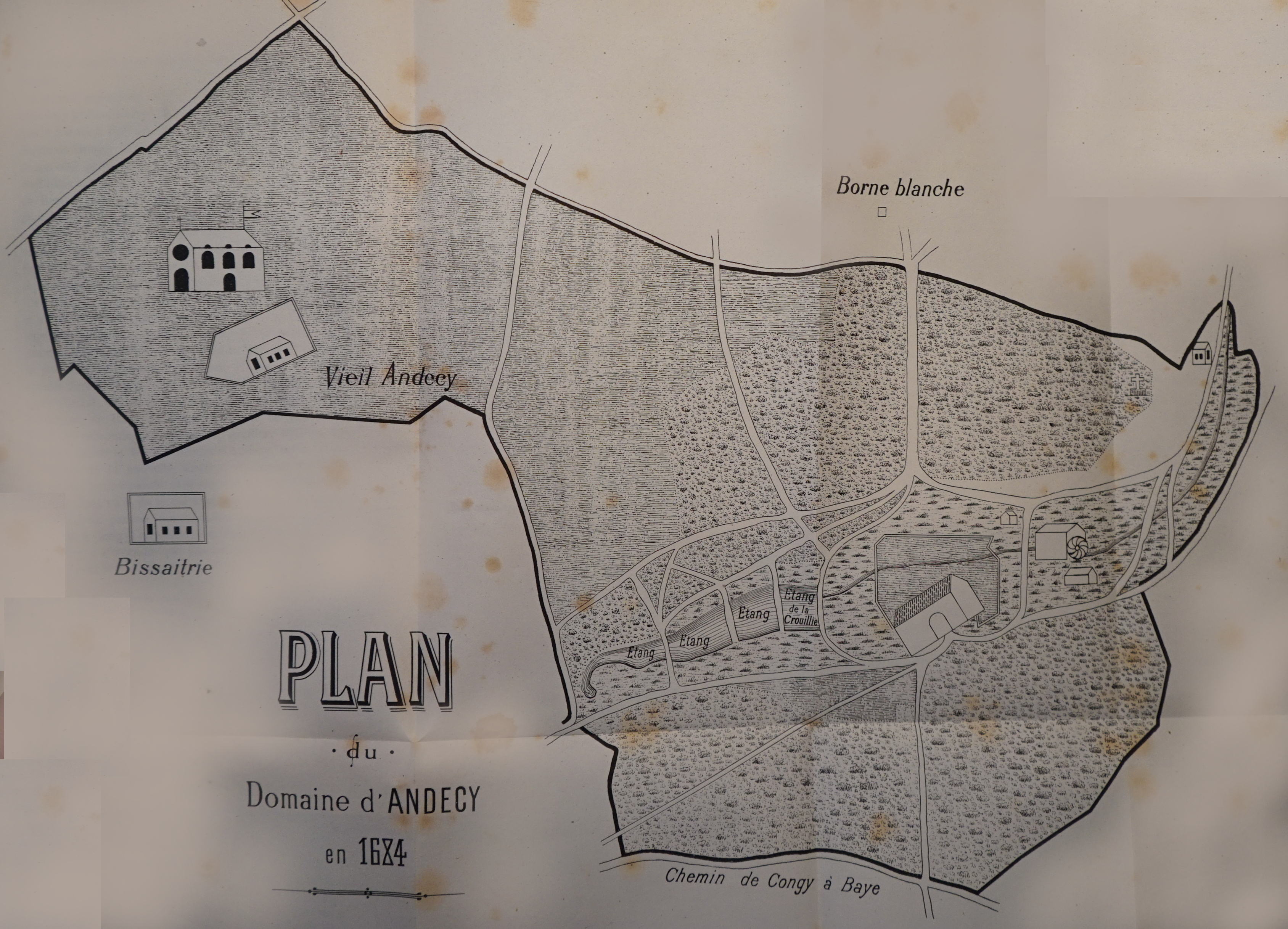
L'ancien et le nouveau Andecy.

En 1127, Simon Ier de Broyes, d'une grande famille du comté de Champagne, exprimait sa volonté de créer des monastères sur ses terres. Il fréquentait l'abbaye de Molesme et connaissait l'établissement de l'abbaye de Saint-Jully. Il se décida pour une fondation d'une abbaye de femmes qu'il installa dans des bâtiments à Baye.
La charte de fondation entre Simon et l'abbaye date de 1131. L'abbaye d'Andecy est donc une fille de l'abbaye de Jully-les-Nonnains. Son épouse, Félicité de Brienne, participait aussi par des donations à l'abbaye en 1140 des dîmes à Blacy, Maison, Loisy, puis en 1170 la grange des Châteliers, des dîmes à Nesle, Bouchy, les Essarts et Fontaine. Ces donations furent confirmées en 1189 par Guillaume aux Blanches Mains archevêque de Reims.
Par une bulle papale, Eugène III en 1145 plaça l'abbaye sous la protection de l'abbé de Notre-Dame de Molesme qui y délégua un prieur, un cellérier et un chapelain pour la nouvelle abbaye, ainsi que des convers pour le défrichement et la culture.
Marguerite de Chastenay obtenait le 2 janvier 1259, du pape Alexandre IV, la séparation d'avec Molesme. Elles avaient aussi l'autorisation de sortir de leur clôture pour gérer leurs biens, mettre les granges en métayage... Cet acte fit qu'à partir de ce moment l'abbaye relevait du diocèse de Chalons.
Marguerite des Marins, devint abbesse et eut en premier temps à relever les exactions de la précédente abbesse. Procès et difficultés d'application des jugements mais sa direction a aussi laissé d'autres traces pour la communauté. Avant son départ en 1562, elle répétait les actions qu'elle avait eu à réparer, payement par anticipation, ventes à vil prix. Elle ne partait pas seulement avec cet argent mais convertie au protestantisme, elle fuyait en Allemagne et emmenant des sœurs.

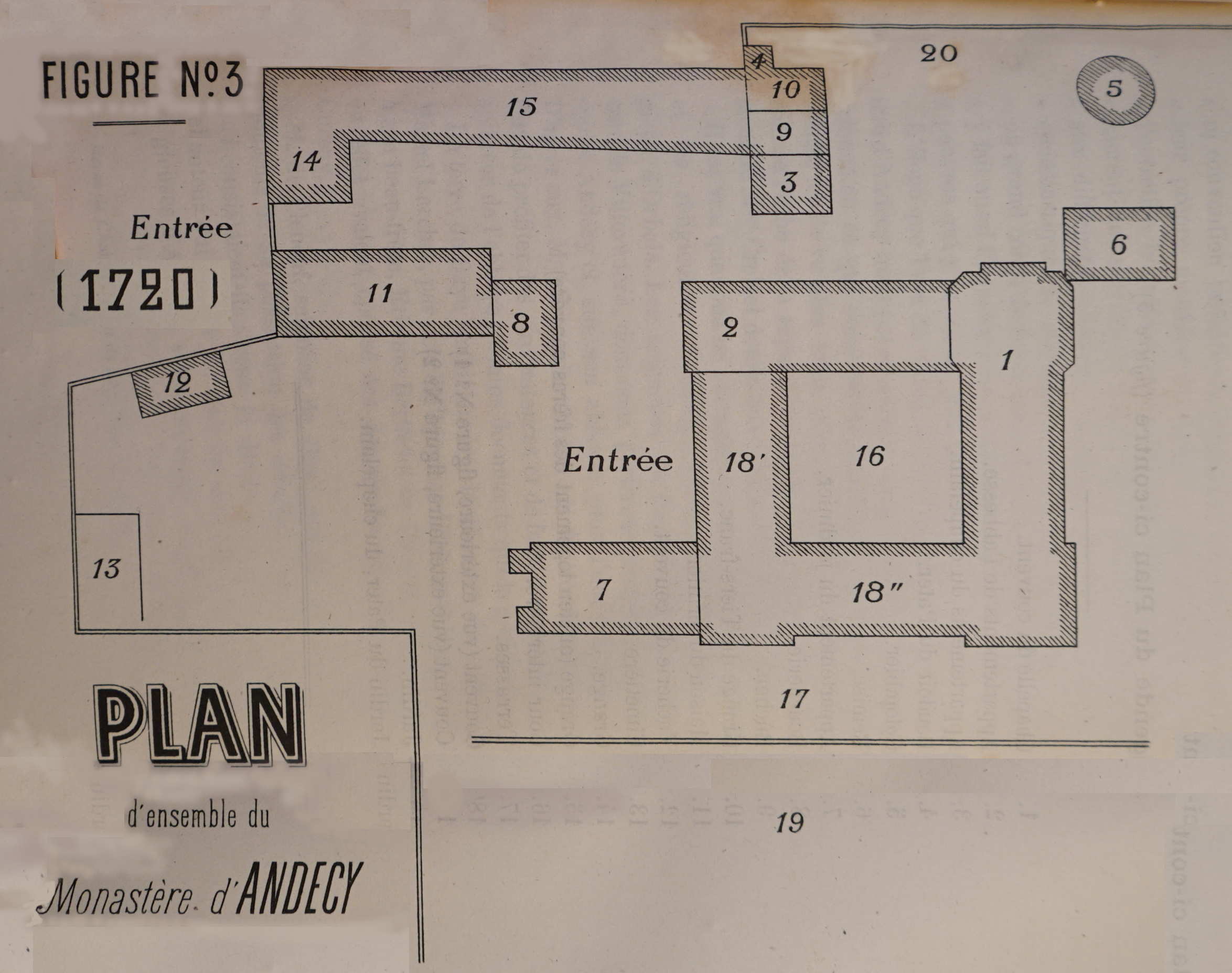
Les bâtiments en 1720.

En 1990 l'abbaye accueille la Communauté du Verbe de Vie.
En avril 2024, l'abbaye a été confiée à l' Œuvre d'Orient par le Diocèse de Châlons-en-Champagne.

### Les hommes venant de Molesme
- Prieurs : Salomon, en 1170 ; Barthélemy de 1183 à 1192 ; Henri en 1197.
- Chambriers : Anculphus en 1170 ; Hubert en 1183 ; Barthelemy en 1192 ; Ebrard en 1197 ; Gauthier en 1214.
- Cellériers : Lambert de 1183 à 1194 ; Remy de 1214 à 1225.

### Abbesses

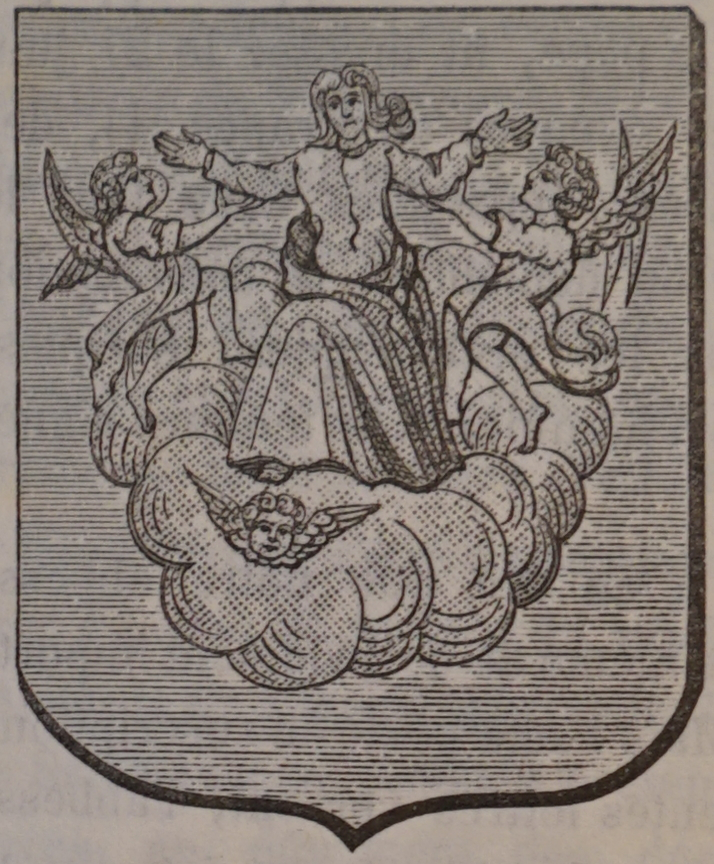
Le blason représentant Marie trépassant.

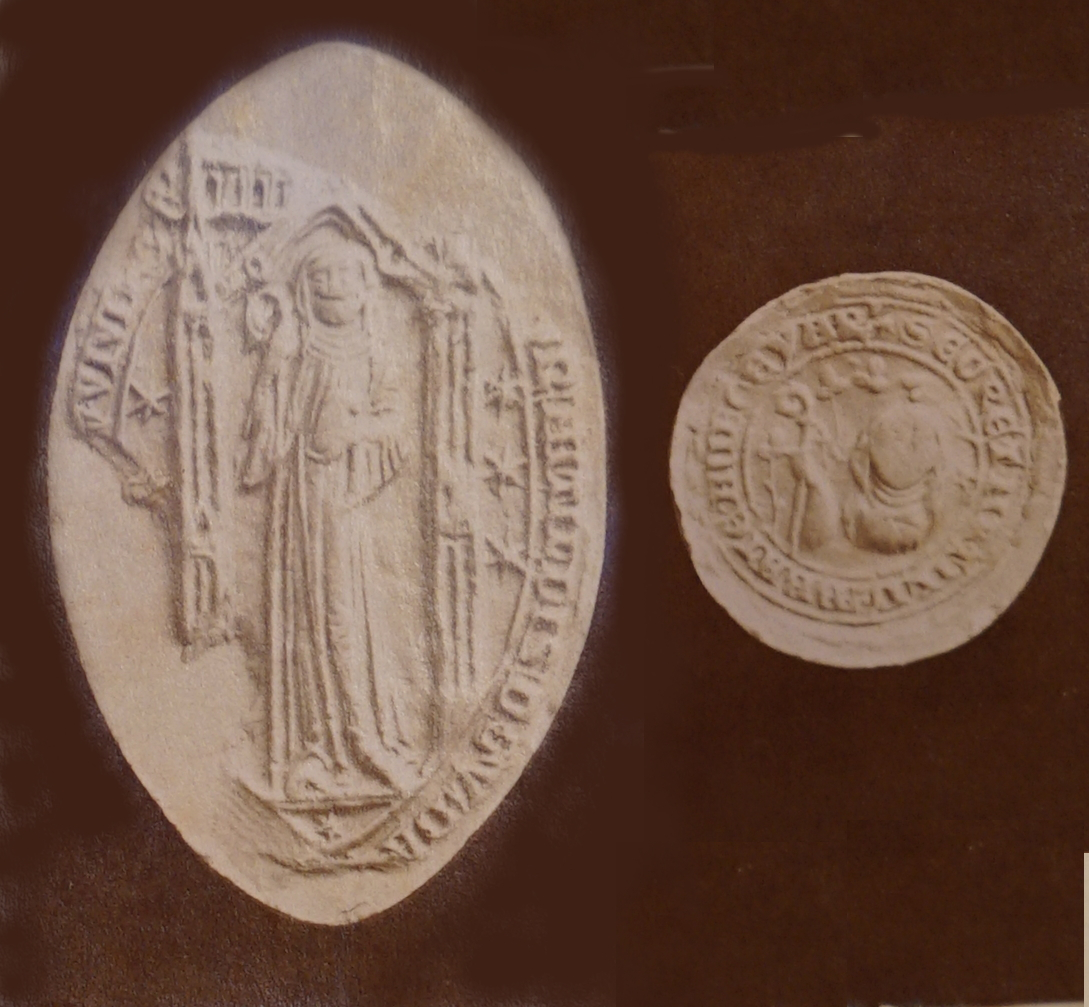
Sceau et contre-sceau de Mathilde de Guada.

Les noms des prieures entre 1131 et 1170 ne nous sont pas parvenus.
- Elisabeth I, 1170 à 1180 ;
- Marguerite I, 1180 à 1195 ;
- Elisabeth II, 1200 à ? ;
- Thesseline I, 1210 à 1220 ;
- Marguerite II, 1220 à 1225 ;
- Thesseline II, 1226
- Betuline, 122- à 1240 ;
- Marie I, 1245 à 1255 ;
- Marguerite III de Chastenay, 1255 à 1270 ;
- Mathilde I de Guada, 1270 à 1307 ;
- Mathilde II de Gand, 1307 à 1310 ;
- Marguerite IV, 1310 ;
- Marguerite V Carré, 1310 à 1344 ;
- abbesses inconnues , 1344 à 1440 ;
- Jeanne de la Vallée, 1440 à 1463 ;
- Jeanne de Moncet, 1463 à 1475 ;
- Marie de Suippes, 1475 à 1500 ;
- Marie de Louan[3], 1500 à 1509 ;
- Isabeau de Béthune[4], 1509 à 1536 ;
- Marguerite des Marins[5], 1536 à 1562 ;
- Marguerite de la Boissières, 1562 à 1583 ;
- Marguerite d'Abancourt, 1583 à 1598 ;
- Hilaire Pied-de-Fer, 1598 à 1625 ;
- Marguerite de Gauville, 1627 à 1639 ;
- Claude de Gauville, 1639 à 1672 ;
- Françoise Croiset, 1673 à 1716 ;
- Gabrielle de Lorges, 1716 à 1727 ;
- Marie Renée de Boufflers, 1728 à 1746 ;
- Geneviève de la Roche-Aymon, 1746 à 1768 ;
- Charlotte de Hacqueville, 1768 à 1777 ;
- Marie-Louis de Saint-Germain, 1777 à 1790.

## Inventaire général du patrimoine culturel
La notice d'inventaire élaborée en 1993  indique qu'il ne reste rien de l'abbaye d'origine. Elle mentionne le bâtiment principal reconstruit au XVIIIe siècle ; au premier étage, l'église abbatiale dont le chœur a été remplacé par un pavillon au XIXe siècle ; elle indique aussi un petit bâtiment appelé « logis de l'abbesse », de la fin du XVIIe ou du début du XVIIIe siècle, et les ruines d'un pigeonnier du XVIIe siècle.